# Lunario del paradiso
Lunario del paradiso è il quarto romanzo di Gianni Celati, pubblicato da Einaudi in prima edizione nel 1978, poi con diverse correzioni in Parlamenti buffi, presso Feltrinelli (collana "Impronte" n. 69), nel 1989, dove reca il sottotitolo Esperienze d'un ragazzo all'estero, quindi in edizione economica nel 1996 (collana "Universale Economica Feltrinelli" n. 1396), con una quarta di copertina firmata dallo stesso autore.

## Trama
Racconta le avventure in Germania di un ventenne innamorato di una certa Antje e ospite presso la sua famiglia.

## Traduzioni
- (FR)  L'almanach du paradis, trad. Pascaline Nicou, Paris: Flammarion, 1999
- (DE)  Mondphasen im Paradies, trad. Marianne Schneider, Frankfurt am Main: Suhrkamp, 1999
- (EU)  Paradisuko almanaka: mutil baten esperientzia atzerrian, trad. Fernando Rey, Pamplona: Igela, 2005
- (ES)  Lunario del paraíso, trad. Francisco de Julio Carrobles, Cáceres: Periférica, 2018